# Marco Tura
Marco Tura (La Louvière, 26 maggio 1956) è un ex arbitro di calcio e sindacalista sammarinese, dal 2017 presidente della Federazione Sammarinese Giuoco Calcio (FSGC).

## Carriera arbitrale
Nato in Belgio da emigranti sammarinesi, dopo essersi laureato come tecnico industriale ha giocato per breve tempo nel campionato sammarinese con le maglie di Libertas e La Fiorita e dal 1981 ha cominciato ad arbitrare.
Nel 1985 con la nascita dell'Associazione Sammarinese Arbitri è stato nominato segretario ed è diventato presidente della stessa nel 2001.
Nel 1992 è stato designato primo arbitro internazionale sammarinese e ha arbitrato l'amichevole tra Romania Under-21 e Norvegia Under-21. 
Nel 2008 è entrato in FSGC, nel 2013 è stato eletto vice-presidente e il 31 gennaio 2017 è stato eletto presidente della FSGC con 40 voti a favore contro 35 dell'ex CT della nazionale biancoazzurra Giampaolo Mazza, sostituendo dopo 35 anni l'uscente Giorgio Crescentini.

## Sindacalista
Nel dicembre 2010 è stato eletto segretario della Confederazione Democratica dei Lavoratori Sammarinesi (CDLS) sostituendo l'uscente Marco Beccari in carica dal 1991. Nell'ottobre 2013 si è dimesso da segretario della CDLS dopo il fallimento del referendum che aveva sostenuto il sindacato.
Dopo averle ritirate è rimasto in carica fino al 2016 quando è stato sostituito da Riccardo Stefanelli.